# Světlá pod Ještědem
Světlá pod Ještědem (en allemand : Swetla) est une commune du district et de la région de Liberec, en Tchéquie. Sa population s'élevait à 966 habitants en 2021.

## Géographie
Světlá pod Ještědem se trouve à 6 km au nord de Český Dub, à 8 km au sud-ouest de Liberec et à 81 km au nord-est de Prague.
La commune est limitée par Křižany et Kryštofovo Údolí au nord, par Liberec à l'est, par Proseč pod Ještědem au sud-est, par Český Dub au sud et par Janův Důl et Osečná à l'ouest.

## Histoire
La première mention écrite du village date de 1291.

## Administration
La commune se compose de huit sections :
- Světlá pod Ještědem ;
- Dolení Paseky ;
- Hodky ;
- Hoření Paseky ;
- Jiříčkov ;
- Křižany ;
- Rozstání ;
- Vesec.

## Galerie

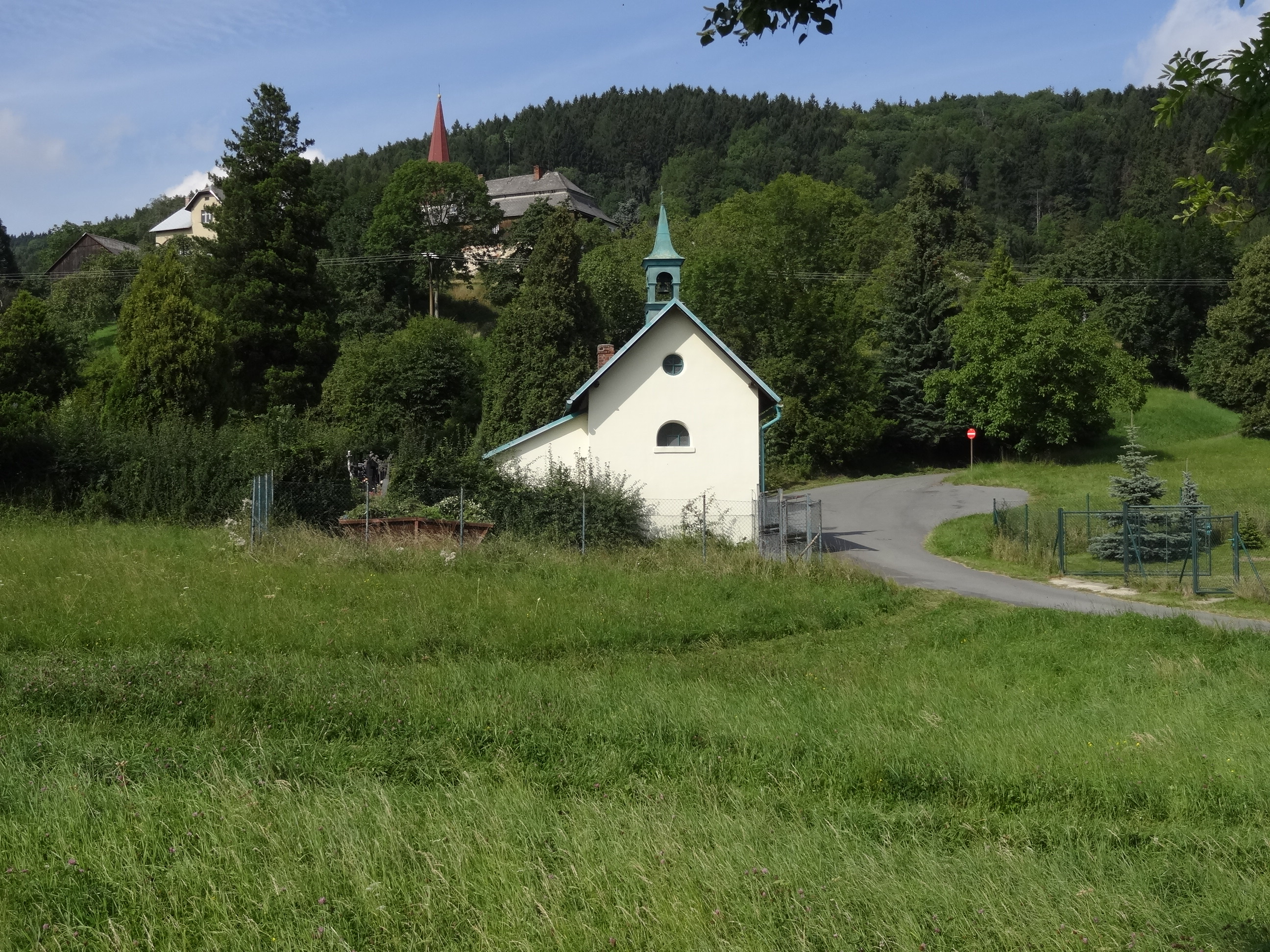
Chapelle à Světlá pod Ještědem.
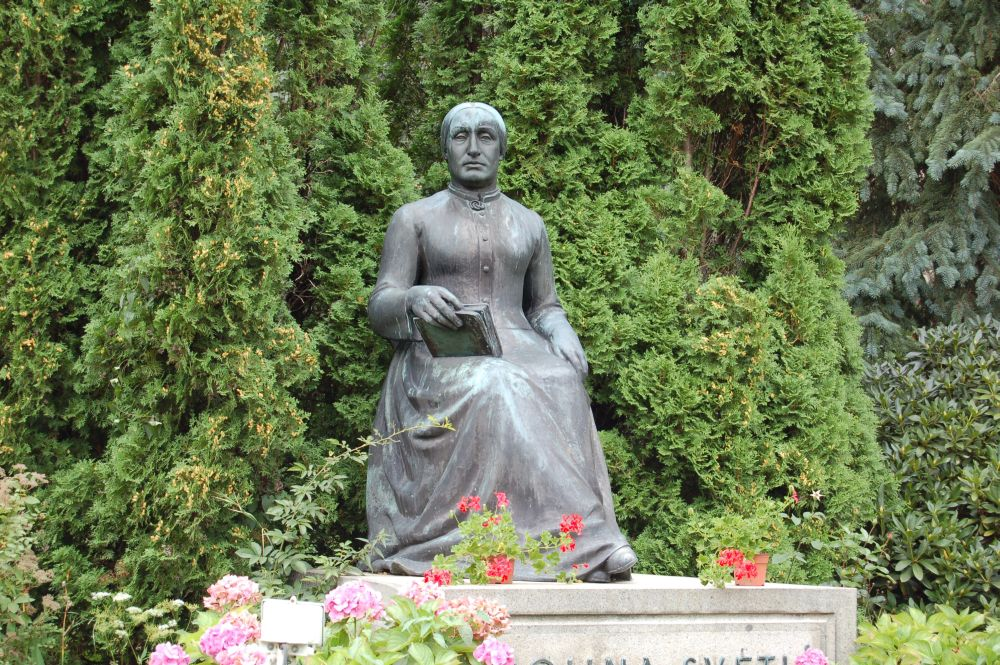
Statue de Karolina Světlá.

## Transports
Par la route, Světlá pod Ještědem se trouve à 6 km du centre de Český Dub, à 17 km de Liberec et à 109 km de Prague.

## Personnalité
L'écrivain tchèque Karolina Světlá (1830-1899) a pris le nom de cette commune pour pseudonyme et elle y a situé quelques-uns de ses romans et de ses récits.